# Hallux
Hallux, ein Mischwort aus verschiedenen lateinischen Begriffen für die große Zehe (Allex, Hallex, Hallus), steht in der medizinischen Fachsprache für 
- die große Zehe, siehe Zehe (Fuß)
- Hallux rigidus, eine Versteifung der großen Zehe
- Hallux valgus, eine Fehlstellung der großen Zehe nach außen, zum kleinen Zeh hin
- Hallux varus, eine Fehlstellung der großen Zehe nach innen, zum anderen Fuß hin.